# Zatrucie tlenkiem węgla
Zatrucie tlenkiem węgla (pot. zaczadzenie) – zatrucie gazowe, powodowane przez wdychanie tlenku węgla. Jest najczęściej spotykanym zatruciem gazowym, stanowi 75% wszystkich zatruć samobójczych i od 32% (w Szwajcarii) do 55% (w Austrii) zatruć przypadkowych. Jest najczęstszą przyczyną śmiertelnych zatruć w wielu krajach.
W Stanach Zjednoczonych z powodu zatrucia tlenkiem węgla umiera rocznie co najmniej 400 osób. Przykładowe dane polskie mówią, że zimą 2012-2013 w wyniku zatrucia tlenkiem węgla zginęło 91 osób, a 2216 zostało poszkodowanych (statystyki Państwowej Straży Pożarnej, okres: wrzesień 2012 - marzec 2013) .
Tlenek węgla powstaje w wyniku niepełnego spalania substancji zawierających w cząsteczkach węgiel m.in. w wyniku spalania substancji organicznych, węgla drzewnego, węgla kamiennego, gazu czy paliw płynnych.
Dla reakcji spalania metanu opisywanej sumarycznie równaniem CH
4 + 2O
2  →  CO
2 + 2H
2O zidentyfikowano 31 etapów pośrednich. Jeśli temperatura pozostaje wysoka i nie brakuje tlenu, produkty pośrednie ulegają całkowitemu utlenieniu. Jeśli jednak w jakimkolwiek momencie reakcji następuje zaburzenie procesu spalania, może zostać ona zatrzymana przed etapem końcowym, prowadząc do wydzielenia produktów pośrednich reakcji, wśród których często występuje tlenek węgla. Najczęstszymi przyczynami takiej sytuacji jest schłodzenie płomienia, nieprawidłowy stosunek ilościowy paliwa do powietrza oraz niewystarczające wymieszanie skutkujące stratyfikacją gazów.
Czad jest bezbarwny, bezwonny i lżejszy od powietrza. Najwięcej zatruć stwierdza się w sezonie zimowym. Jest to prawdopodobnie związane z mniejszą wentylacją pomieszczeń i używaniem urządzeń grzewczych.

## Przyczyny zatruć tlenkiem węgla
Najczęstszymi przyczynami zatruć tlenkiem węgla są:
- pożary budynków,
- wadliwe (lub użytkowane w pomieszczeniach o niesprawnej wentylacji) piecyki gazowe, węglowe i inne,
- zatrucia przemysłowe,
- zatrucia samobójcze,
- spaliny silnikowe.

## Działanie na organizm człowieka

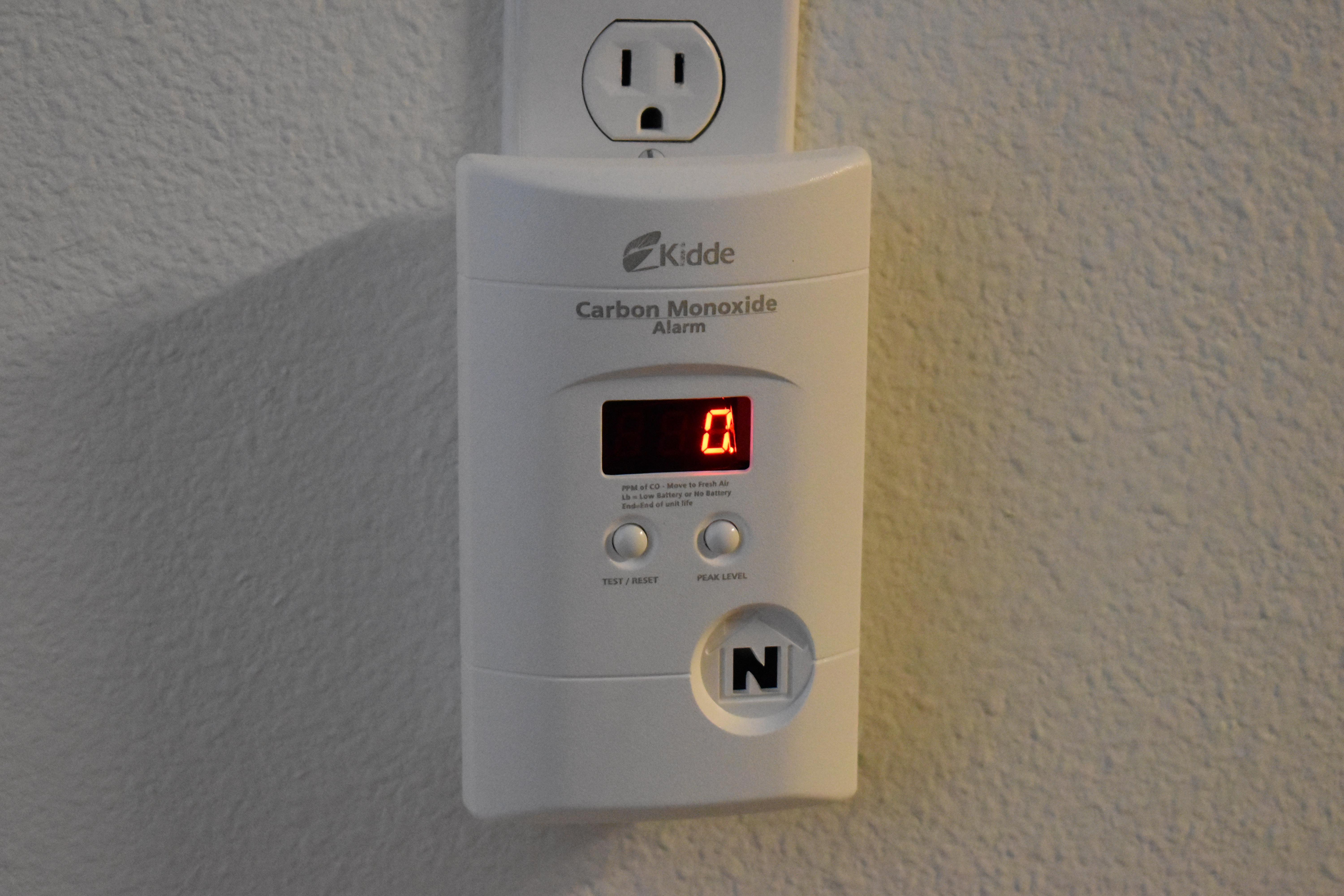
Czujnik tlenku węgla

Tlenek węgla wchłania się drogą oddechową w ilości zależnej od jego stężenia w powietrzu, częstości oddechów (wentylacji płuc) i czasu narażenia. Wydalany jest tą samą drogą, w stanie niezmienionym.
Jego trujące działanie polega na łączeniu się z hemoglobiną i innymi metaloproteinami zawierającymi żelazo (oksydaza cytochromowa). Połączenie hemoglobiny z tlenkiem węgla nazywane karboksyhemoglobiną tworzy się 210 razy łatwiej i charakteryzuje się znacznie większą trwałością niż połączenie z tlenem, co powoduje że transport tlenu z płuc do tkanek jest drastycznie zmniejszony. Dochodzi do niedotlenienia tkanek – hipoksji. Poza tym tlenek węgla zwiększa stabilność połączenia hemoglobiny z tlenem przez co utrudnia oddawanie tlenu tkankom, co jeszcze bardziej pogłębia efekt niedotlenienia.
Na skutek działania czadu w pierwszej kolejności ulegają uszkodzeniu narządy najbardziej wrażliwe na niedotlenienie, czyli układ krążenia i ośrodkowy układ nerwowy. W cięższych zatruciach dochodzi do zaburzenia gospodarki węglowodanowej, krwawień w różnych narządach i wystąpienia rozległych obszarów martwiczych.
Trujące działanie tlenku węgla zostało wykorzystane przez Niemców w czasie II wojny światowej (1939–1945) do zagazowywania ludzi; gaz wydechowy samochodu był wprowadzany do zamkniętej przestrzeni naczepy, gdzie przebywali ludzie.

## Objawy
Objawy zatrucia tlenkiem węgla zależnie od stężenia objętościowego w powietrzu:
| stężenie objętościowe CO w powietrzu | objawy zatrucia                                                                                  |
| ------------------------------------ | ------------------------------------------------------------------------------------------------ |
| 0,01–0,02% (100–200 ppm)             | lekki ból głowy przy ekspozycji przez 2–3 godziny                                                |
| 0,04% (400 ppm)                      | silny ból głowy zaczynający się ok. 1 godzinę po wdychaniu tego stężenia;                        |
| 0,08% (800 ppm)                      | zawroty głowy, wymioty i konwulsje po 45 minutach wdychania; po dwóch godzinach trwała śpiączka; |
| 0,16% (1600 ppm)                     | silny ból głowy, wymioty, konwulsje po 20 minutach; zgon po dwóch godzinach                      |
| 0,32% (3200 ppm)                     | intensywny ból głowy i wymioty po 5–10 minutach; zgon po 30 minutach;                            |
| 0,64% (6400 ppm)                     | ból głowy i wymioty po 1–2 minutach; zgon w niecałe 20 minut;                                    |
| 1,28% (12800 ppm)                    | utrata przytomności po 2–3 wdechach; śmierć po 3 minutach.                                       |

Objawy zatrucia tlenkiem węgla w zależności od stężenia karboksyhemoglobiny we krwi:
| % karboksyhemoglobiny we krwi | objawy zatrucia                                                                                               |
| ----------------------------- | --- |
| <4                            | brak objawów                                                                                                  |
| 4–8                           | niższa koncentracja, popełnianie drobnych błędów w testach                                                    |
| 8–10                          | popełnianie ważnych błędów w testach                                                                          |
| 10–20                         | uczucie ucisku i lekki ból głowy, rozszerzenie naczyń skórnych                                                |
| 20–30                         | ból głowy, tętnienie w skroniach                                                                              |
| 30–40                         | silny ból głowy, osłabienie, oszołomienie, nudności, możliwość zapaści                                        |
| 40–50                         | silny ból głowy, osłabienie, oszołomienie, nudności, zaburzenia czynności serca, przyspieszenie tętna, zapaść |
| 50–60                         | zaburzenia czynności serca, przyspieszenie tętna, śpiączka przerywana drgawkami                               |
| 60–70                         | śpiączka przerywana drgawkami, upośledzenie czynności serca i oddychania, możliwość śmierci                   |
| 70–80                         | tętno nikłe, oddychanie zwolnione aż do porażenia, zgon                                                       |

Charakterystyczne dla ostrego zatrucia czadem jest różowe, karminowe zabarwienie skóry.
Objawami zatrucia przewlekłego są:
- osłabienie pamięci,
- upośledzenie psychiczne,
- utrata łaknienia,
- utrata czucia w palcach,
- senność w dzień i bezsenność w nocy,
- zaburzenia krążenia, zmiany w morfologii krwi,
- objawy parkinsonizmu: drżenia mięśni, maskowaty wyraz twarzy,
- „chód pingwini” – ostrożne poruszanie się z szeroko rozstawionymi nogami,
- szaroziemiste zabarwienie skóry.

## Badanie
U osób z podejrzeniem zatrucia tlenkiem węgla wykonuje się badanie krwi na karboksyhemoglobinę, która jest biomarkerem narażenia na CO. Nie ma ścisłej korelacji między wynikiem tego badania i ciężkością stanu klinicznego. Rokowanie bardziej zależy od czasu przebywania danej osoby w trującej atmosferze niż stężenia tlenku węgla w powietrzu oddechowym, mimo to poziom powyżej 70% karboksyhemoglobiny we krwi oznacza nieodwracalne zmiany w mózgu będące wynikiem niedotlenienia, czyli w konsekwencji zgon.

## Leczenie

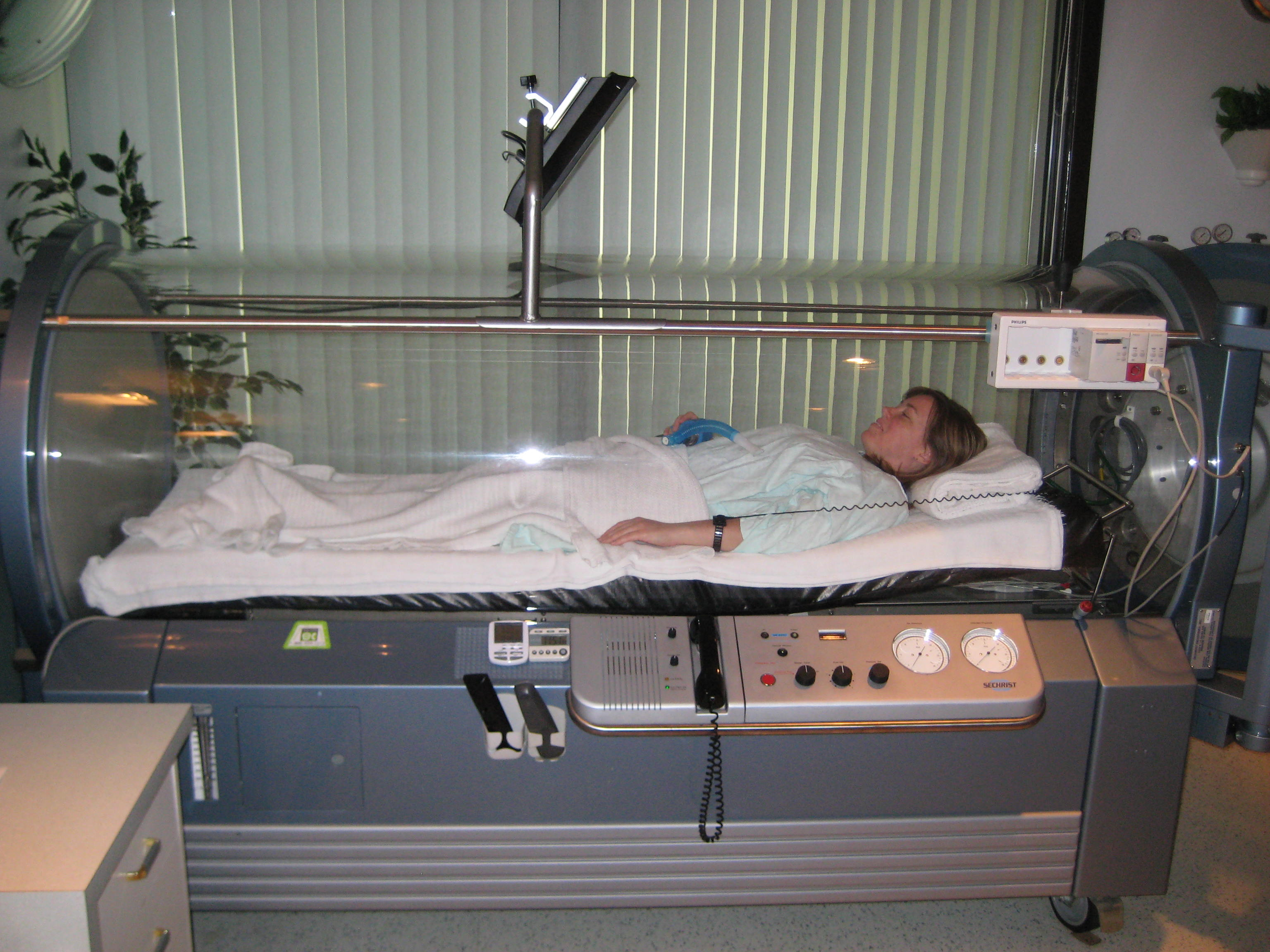
Komora hiperbaryczna

Określenie optymalnego schematu leczenia jest kontrowersyjne.
Zalecane leczenie:
- przerwanie kontaktu osoby zatrutej z tlenkiem węgla,
- tlenoterapia konwencjonalna i w komorze hiperbarycznej,
- transfuzja krwi,
- zapobieganie obrzękowi mózgu,
- leczenie kwasicy metabolicznej,
- leczenie hipertermii,
- ogólne leczenie objawowe (np. zapobieganie zapaleniu płuc, odleżynom itp.).

U zatrutych osób uratowanych przed śmiercią często występują odległe powikłania ze strony ośrodkowego i obwodowego układu nerwowego, obserwuje się obniżenie ilorazu inteligencji, zaburzenia pamięci, zanik mowy, uszkodzenie wzroku i węchu.